# منتخب الفاتيكان لكرة القدم
منتخب الفاتيكان لكرة القدم (بالإيطالية: Selezione di calcio della Città del Vaticano)‏ هو ممثل الفاتيكان الرسمي في رياضة كرة القدم, يعتبر منتخب الفاتيكان واحداً من المنتخبات التسعة الوحيدة التي تمتلك دولها اعترافًا دوليًا كاملًا كدول ذات سيادة وليست عضو في  منظمة الفيفا والمنتخبات الثمانية الأخرى هي منتخب موناكو وكيريباتي ومايكرونيزيا وتوفالو وناورو وجزر مارشال وبالاو والمملكة المتحدة البريطانية.

## نظرة عامة
لم يلعب منتخب الفاتيكان إلا مباراة دولية واحدة ضد منتخب موناكو في 2002 ومباراة ودية ضد فريق من سان مارينو (ليس منتخب سان مارينو كله) انتهت كلاهما بالتعادل السلبي 0-0.
في 2006، لعب منتخب الفاتيكان ضد إس في فولموند وهو فريق من سويسرا في ملعب صغير خارج الفاتيكان ساد فيها الفاتيكان بحصة 5-0.
يتكون المنتخب من متطوعين من الحرس السويسري (مجموعة حرس مُخْتَارين لحماية البابا من السويسريين) وأعضاء المجلس البابوي الكاثوليكي وحراس متاحف (مواطنين إيطاليين)، بما أن الوحيدين من هؤلاء الذين يحملون جنسية الفاتيكان هم الحرس السويسري ولا يمكن جمعهم بأعداد كبيرة لوقت كبير فإن المنتخب الوطني لم يلعب إلا مباريات دولية قليلة غالباً ما تجذب اهتمام الصحافة الإيطالية.

### كأس كاثوليكوس
في 2007، لعبت كأس كاثوليكوس والتي شُكِّلَت كأس كبرى تتكون من فرق تلعب في كأس كليريكوس وشارك فيها منتخب الفاتيكان وفريق كرة قدم يمثل أساقفة إيطاليا (بالإيطالية: Nazionale Italiana Religiosi) وفريقان عن المدارس الدينية الكاثوليكية، لُعِبت المباراة النهائية بين NIR والفاتيكان وربحها الفاتيكان بحصة 3-0. 

### مباريات دولية
| التاريخ        | المكان                     | المنافس    | النتيجة |
| -------------- | -------------------------- | ---------- | ------- |
| 23 نوفمبر 2002 |                            | موناكو     | 0-0     |
| 19 ديسمبر 2006 |                            | سان مارينو | 0-0     |
| 26 أكتوبر 2010 | ملعب الخضر (الخضر، فلسطين) | فلسطين     | 9-1     |
| 7 مايو 2011    |                            | موناكو     | 2-1     |
| 22 يونيو 2013  |                            | موناكو     | 2-0     |

### مباريات أخرى
| التاريخ        | المكان | المنافس                | النتيجة |
| -------------- | ------ | ---------------------- | ------- |
| 2006           |        | إس في فولموند          | 1-5     |
| 18 يونيو 2007  |        | الإيطالي الوطني الديني | 0-3     |
| 23 أكتوبر 2010 |        | حرس التمويل            | 1-0     |
| 3 فبراير 2011  |        | محطة شرطة روما         | 1-9     |

## الفاتيكان في الدوري الإيطالي
في 18 ديسمبر 2006 أعلن كاردينال الدولة في الكرسي الرسولي تارشيزيو بيرتوني أنه لا يستبعد إمكانية لعب الفاتيكان في المستقبل في نفس المستوى مع فرق يوفنتوس وروما وإنتر ميلان وسامبدوريا.